# Thừa Đức, Bình Đại
Thừa Đức là một xã thuộc huyện Bình Đại, tỉnh Bến Tre, Việt Nam.

## Địa lý
Xã Thừa Đức có diện tích 64,00 km², dân số năm 2014 là 7.731 người, mật độ dân số đạt 121 người/km².
Thừa Đức là xã vùng sâu (hiện được xếp là xã bãi ngang), ảnh hưởng nhiều đến việc xây dựng cơ sở hạ tầng.

### Tài nguyên đất
Thừa Đức là xã ven biển của huyện Bình Đại, diện tích tự nhiên 6.045ha, trong đó 3.400ha đất nông nghiệp, hơn 1.657ha đất nuôi trồng thủy sản.

## Hành chính
Xã Thừa Đức được chia thành 5 ấp cùng 101 tổ nhân dân tự quản.

## Kinh tế
Đời sống của người dân địa phương chủ yếu là trồng hoa màu và nuôi trồng thủy sản. Có 639 hộ đạt mô hình kinh tế trên 50 triệu đồng/ha, có Hợp tác xã Thủy sản Đồng Tâm, có khu du lịch sinh thái biển…

### Bãi biển
Bài chi tiết: Bãi biển Thừa Đức